# Primevère
Primula
Genre
Primula est un genre de fleurs de la famille des Primulacées, nommées vernaculairement les primevères en français. 
Ce genre, auquel sont désormais rattachés Cortusa, Dionysia et Dodecatheon, comprend 433 espèces réunies en 6 sous-genres et 37 sections, originaires pour l'essentiel d'entre-elles des zones tempérées de l'hémisphère Nord.
Ce sont des plantes herbacées.
Les primevères sauvages, Primula elatior et Primula veris, dont les fleurs retombantes se présentent en ombelle au sommet d'une longue tige, sont également connues sous le nom de coucous.

## Étymologie
Primevoire au XIIe siècle ; primevere au XVIe
Le nom vernaculaire est issu du latin tardif prima vera, altération de primo vere : prima signifiant  « premier » (au féminin) et vera, « printemps » (en latin classique, ver, veris). L'expression a été adoptée pour désigner cette plante dont la floraison a lieu en mars,,.
Le nom scientifique primulus est un diminutif du latin primus : «le premier », allusion au fait que ces fleurs sont parmi les toutes premières à apparaître au printemps.

## Principales espèces de la flore européenne

Diagramme floral du genre Primula

- Primula allionii - Primevère d'Allioni
- Primula apennina
- Primula auricula - Oreille d'ours
- Primula carniolica
- Primula clusiana
- Primula daonensis
- Primula deorum
- Primula egaliksensis
- Primula elatior - Primevère élevée
- Primula farinosa - Primevère farineuse
- Primula frondosa
- Primula glaucescens
- Primula glutinosa - Primevère glutineuse
- Primula halleri
- Primula hirsuta - Primevère hérissée
- Primula integrifolia
- Primula kitaibeliana
- Primula latifolia
- Primula longiscapa
- Primula marginata - Primevère marginée
- Primula minima
- Primula nutens
- Primula palinuri
- Primula pedemontana
- Primula scandinavica
- Primula scotica - Primevère d'Écosse
- Primula spectabilis
- Primula stricta
- Primula tyrolensis
- Primula veris - Primevère officinale dite Coucou
- Primula villosa
- Primula vulgaris - Primevère commune
- Primula wulfeniana

Flore extra-européenne
- Primula denticulata

Autres espèces
- Primula capitata
- Primula parryi
- Primula pauciflora
- Primula pubescens
- Primula pulverulenta
- Primula siebaldii

## Primevères de jardins
La primevère commune des jardins est une des premières fleurs du printemps (primo vere signifie au début du printemps en latin). C'est une plante vivace, souvent cultivée en annuelle. Elle fleurit de février à mai, est rustique et possède un feuillage semi-persistant.
Les hybrides de toutes les couleurs largement cultivés sont principalement des hybrides de P. vulgaris, P. veris, P. elatior, P. juliae. Ces hybrides sont parfois appelés indistinctement « Primevère Polyanthus » ou « Primula polyantha » mais ce nom ne désigne spécifiquement que les hybrides P. veris - P. vulgaris.
De nombreuses variétés hybrides sont cultivées depuis des siècles comme plantes ornementales.[réf. nécessaire]

## Galerie d'images

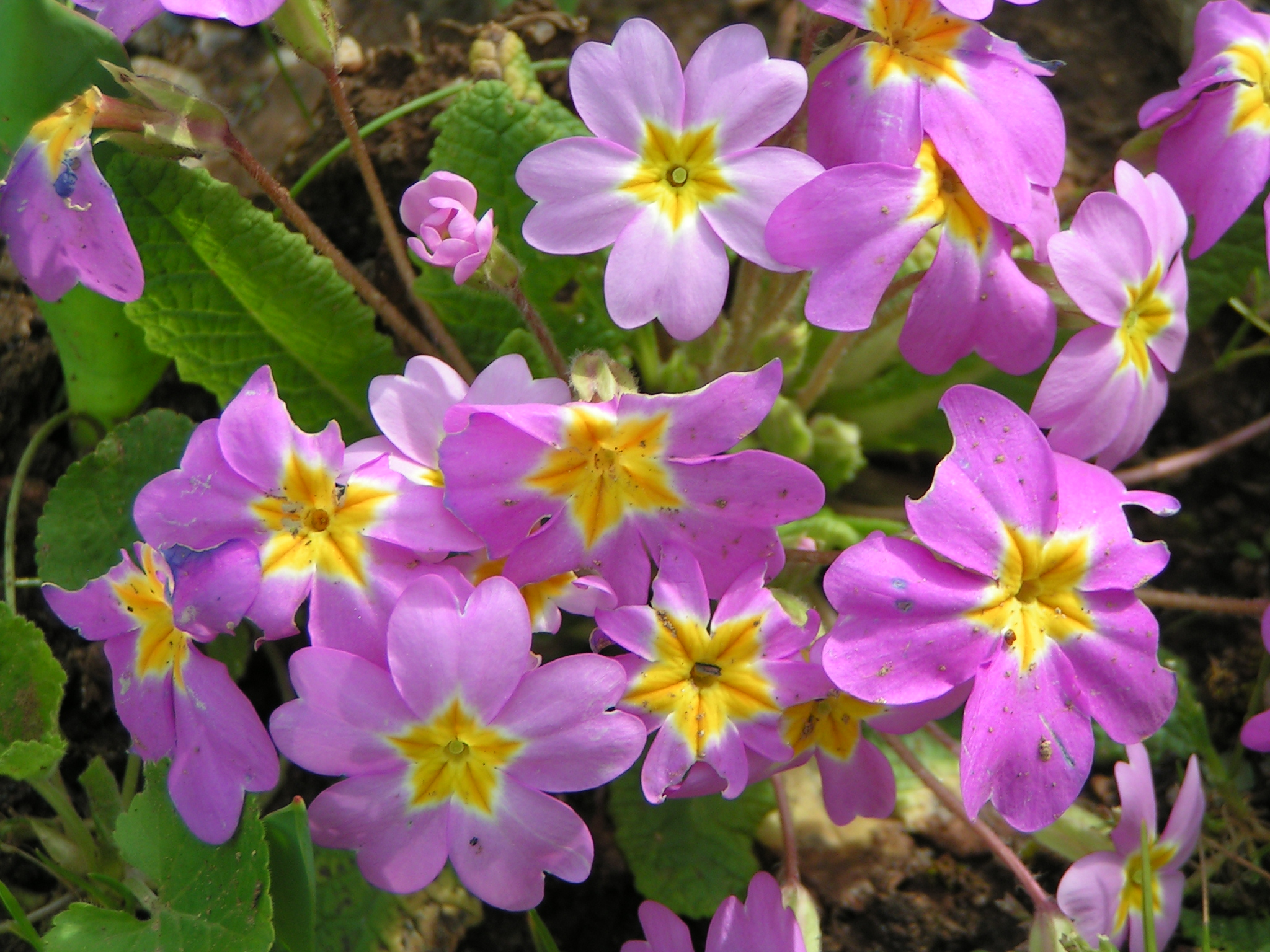
Primevère
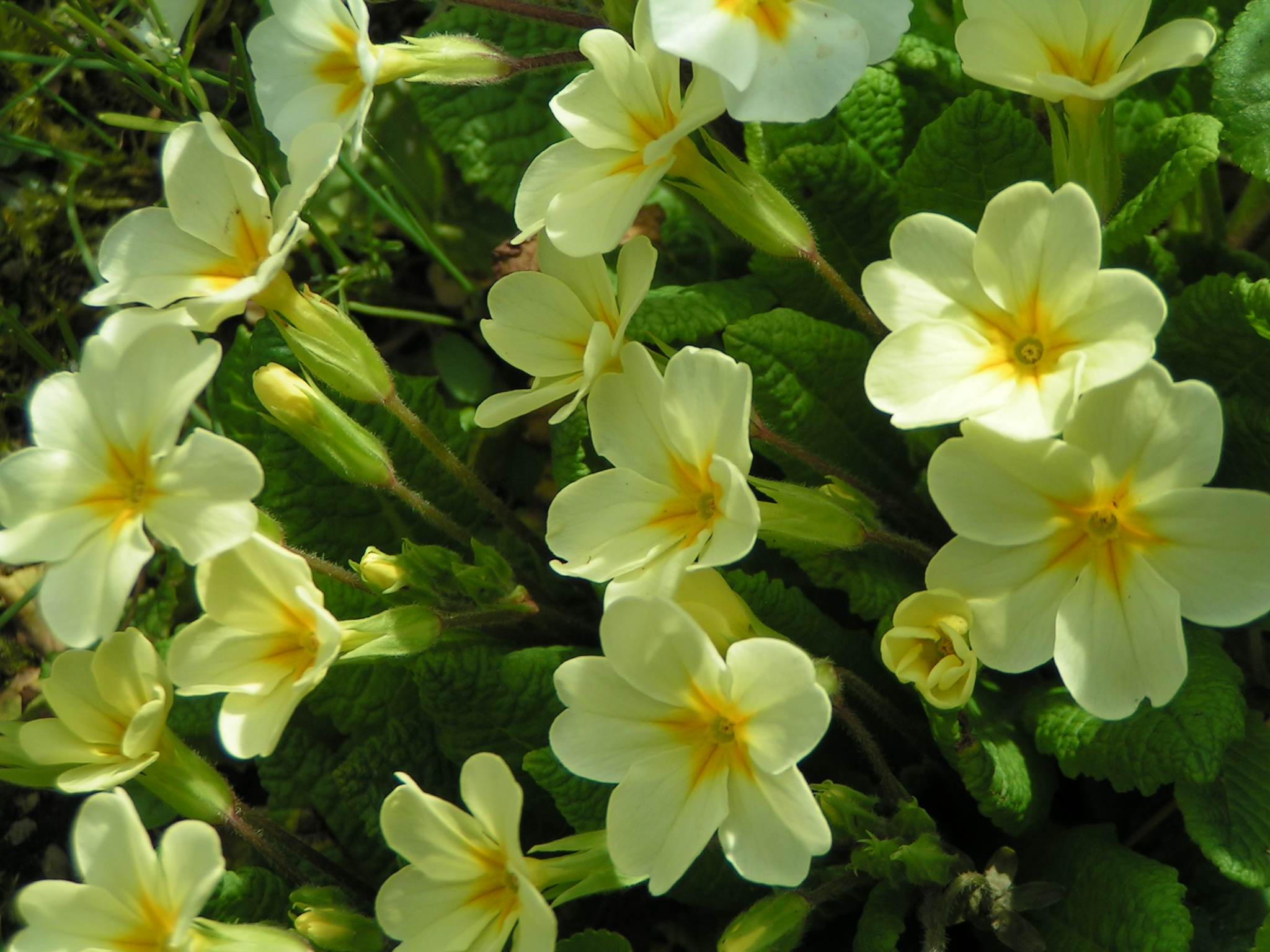
Primevère
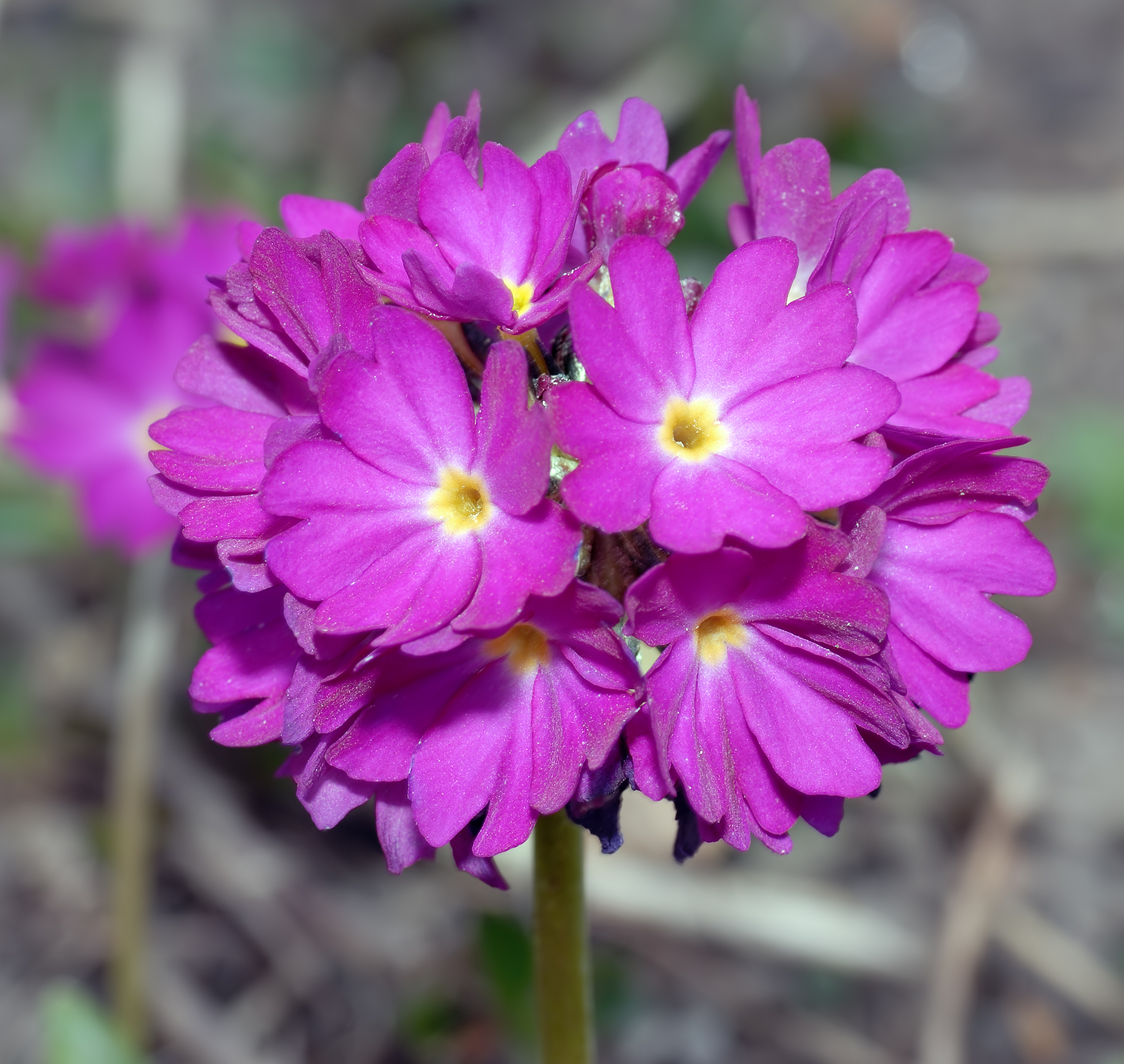
Primula denticulata (Himalaya)
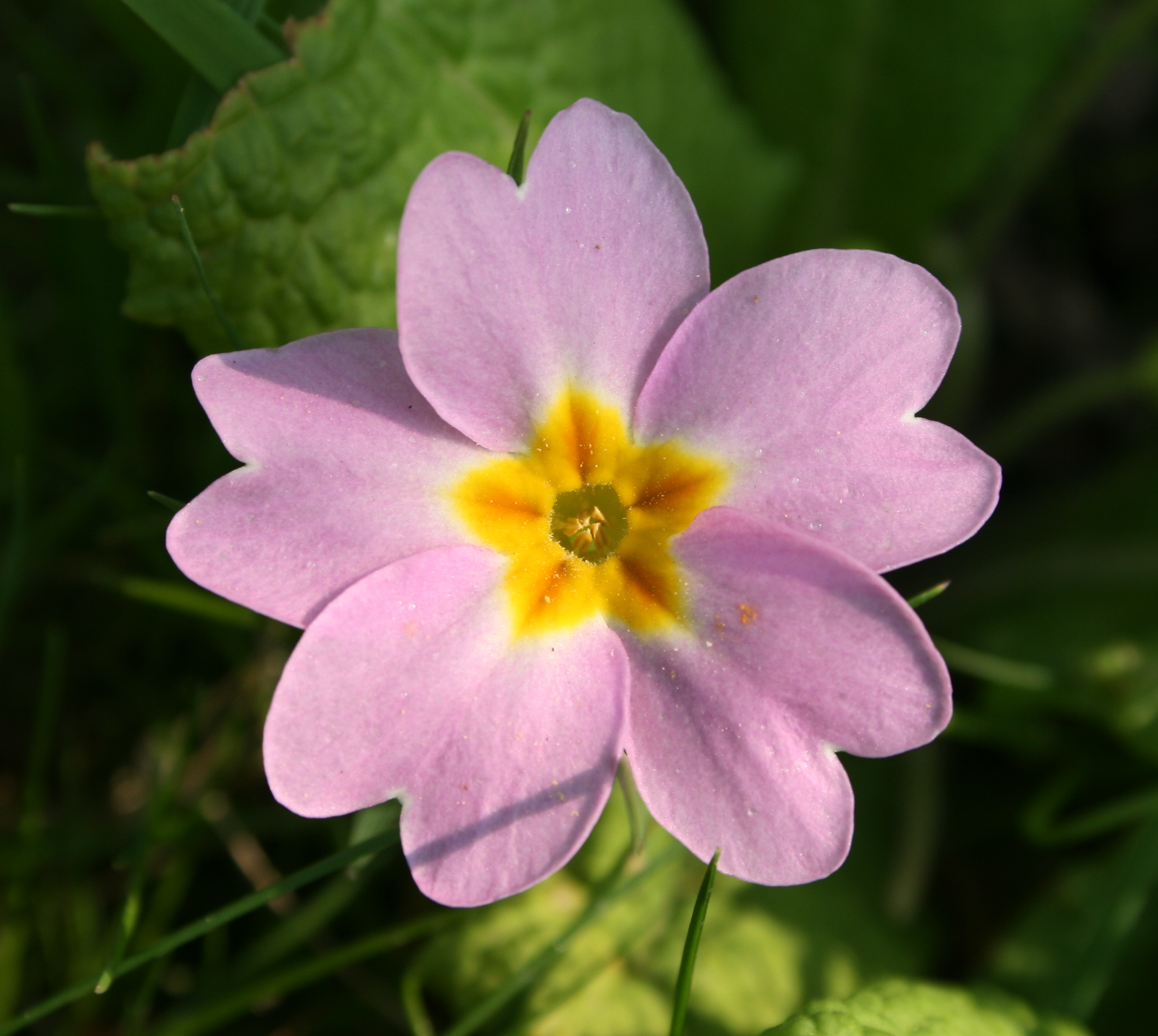
Une fleur de primevère
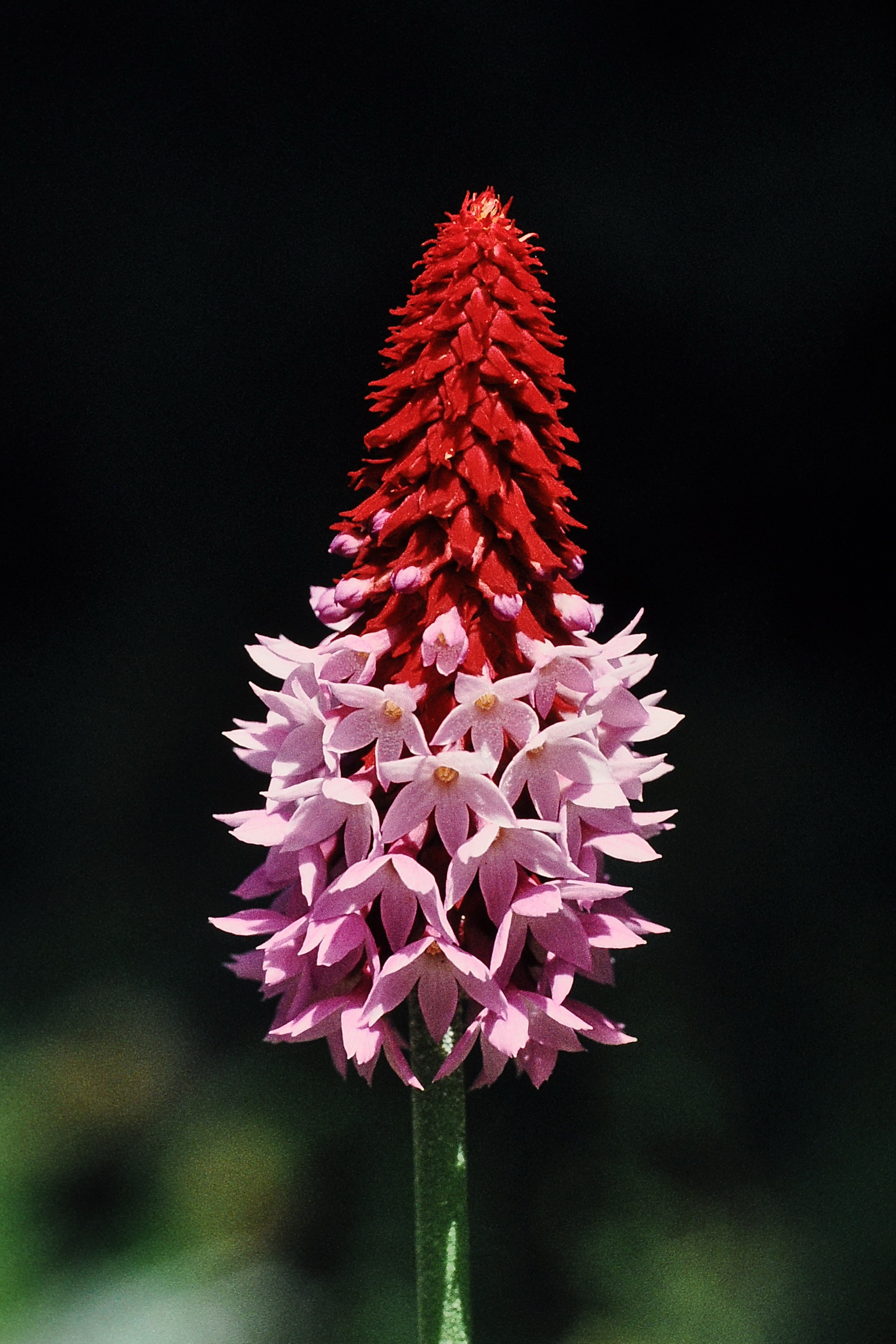
Primula vialii
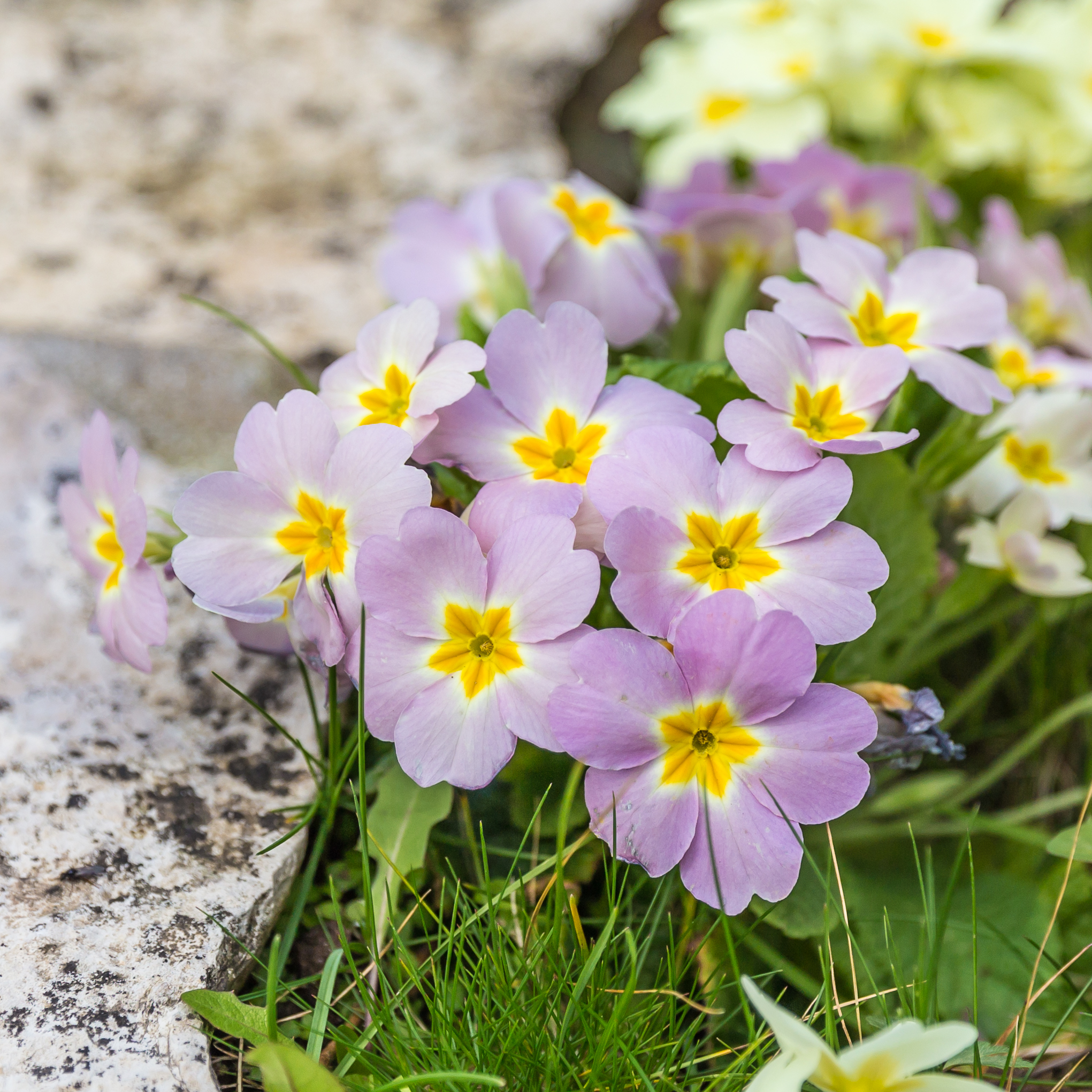
Primula vulgaris 'rubra' (Primevère rouge)

## Liste d'espèces
Selon Catalogue of Life (7 août 2014) :
- Primula acaulis
- Primula advena
- Primula aemula
- Primula aerinantha
- Primula afghanica
- Primula agleniana
- Primula albenensis
- Primula alcalina
- Primula algida
- Primula aliciae
- Primula allionii
- Primula alpicola
- Primula alsophila
- Primula ambita
- Primula amethystina
- Primula amoena
- Primula angustifolia
- Primula anisodora
- Primula annulata
- Primula anvilensis
- Primula apicicallosa
- Primula aromatica
- Primula arunachalensis
- Primula asarifolia
- Primula assamica
- Primula atrodentata
- Primula aurantiaca
- Primula auricula
- Primula auriculata
- Primula austrolisteri
- Primula baileyana
- Primula baldshuanica
- Primula barbatula
- Primula barbicalyx
- Primula bathangensis
- Primula bayernii
- Primula bella
- Primula bellidifolia
- Primula bergenioides
- Primula bhutanica
- Primula blandula
- Primula blattariformis
- Primula blinii
- Primula bomiensis
- Primula boni-auxilii
- Primula boothii
- Primula borealis
- Primula boreiocalliantha
- Primula botschantzevii
- Primula boveana
- Primula brachystoma
- Primula bracteata
- Primula bracteosa
- Primula brevis
- Primula breviscapa
- Primula bryophylla
- Primula bukukunica
- Primula bullata
- Primula bulleyana
- Primula bungeana
- Primula buryana
- Primula caldaria
- Primula calderiana
- Primula calliantha
- Primula calthifolia
- Primula calyptrata
- Primula candicans
- Primula capillaris
- Primula capitata
- Primula capitellata
- Primula cardioeides
- Primula carniolica
- Primula carolinehenryi
- Primula caulifera
- Primula cavaleriei
- Primula caveana
- Primula cawdoriana
- Primula celsiiformis
- Primula cerina
- Primula cernua
- Primula chamaedoron
- Primula chamaethauma
- Primula chapaensis
- Primula chartacea
- Primula chasmophila
- Primula chienii
- Primula chionantha
- Primula chionata
- Primula chionogenes
- Primula chrysochlora
- Primula chrysostoma
- Primula chumbiensis
- Primula chungensis
- Primula cicutariifolia
- Primula cinerascens
- Primula clarkei
- Primula clusiana
- Primula clutterbuckii
- Primula cockburniana
- Primula coerulea
- Primula comata
- Primula comberi
- Primula concholoba
- Primula concinna
- Primula conspersa
- Primula cooperi
- Primula cortusoides
- Primula crassa
- Primula crocifolia
- Primula cuneifolia
- Primula cunninghamii
- Primula cusickiana
- Primula daonensis
- Primula darialica
- Primula davidii
- Primula davisii
- Primula deflexa
- Primula densa
- Primula denticulata
- Primula denticuloides
- Primula deorum
- Primula deuteronana
- Primula diantha
- Primula dickieana
- Primula dictophylla
- Primula digenea
- Primula divaricata
- Primula drummondiana
- Primula dryadifolia
- Primula duclouxii
- Primula dueckelmannii
- Primula dumicola
- Primula duthieana
- Primula eburnea
- Primula edelbergii
- Primula edgeworthii
- Primula efarinosa
- Primula effusa
- Primula egaliksensis
- Primula elatior
- Primula elizabethiae
- Primula elliptica
- Primula elongata
- Primula epilithica
- Primula epilosa
- Primula erosa
- Primula erratica
- Primula erythra
- Primula erythrocarpa
- Primula esquirolii
- Primula euchaites
- Primula eugeniae
- Primula euosma
- Primula eximia
- Primula faberi
- Primula fagosa
- Primula falcifolia
- Primula fangii
- Primula fangingensis
- Primula farinifolia
- Primula farinosa
- Primula farreriana
- Primula fasciculata
- Primula fea
- Primula fedtschenkoi
- Primula fenghwaiana
- Primula fernaldiana
- Primula filchnerae
- Primula filipes
- Primula fimbriata
- Primula finmarchica
- Primula firmipes
- Primula fistulosa
- Primula flabellifera
- Primula flaccida
- Primula flava
- Primula flexuosa
- Primula floribunda
- Primula florindae
- Primula forbesii
- Primula forrestii
- Primula frondosa
- Primula gambeliana
- Primula garhwalica
- Primula gaubaeana
- Primula gemmifera
- Primula geraniifolia
- Primula geranophylla
- Primula giraldiana
- Primula glabra
- Primula glandulifera
- Primula glaucescens
- Primula glomerata
- Primula glutinosa
- Primula gracilenta
- Primula gracilipes
- Primula graminifolia
- Primula grandis
- Primula griffithii
- Primula grignensis
- Primula halleri
- Primula handeliana
- Primula hazarica
- Primula helodoxa
- Primula heterochroma
- Primula heucherifolia
- Primula hidakana
- Primula hilaris
- Primula hirsuta
- Primula hoffmanniana
- Primula hoii
- Primula homogama
- Primula hongshanensis
- Primula hookeri
- Primula huashanensis
- Primula hylobia
- Primula hypoleuca
- Primula ianthina
- Primula iljinskii
- Primula inayatii
- Primula incana
- Primula inopinata
- Primula integrifolia
- Primula interjacens
- Primula intermedia
- Primula ioessa
- Primula irregularis
- Primula jaffreyana
- Primula japonica
- Primula jesoana
- Primula jigmediana
- Primula jucunda
- Primula juliae
- Primula kaufmanniana
- Primula kialensis
- Primula kingii
- Primula kisoana
- Primula kitaibeliana
- Primula klattii
- Primula klaveriana
- Primula knorringiana
- Primula knuthiana
- Primula kusnetzovii
- Primula kwangtungensis
- Primula kweichouensis
- Primula lacerata
- Primula laciniata
- Primula lactiflora
- Primula lactucoides
- Primula latifolia
- Primula latisecta
- Primula laurentiana
- Primula laxiuscula
- Primula leptophylla
- Primula leskeniensis
- Primula levicalyx
- Primula lihengiana
- Primula lilacina
- Primula limbata
- Primula listeri
- Primula lithophila
- Primula littledalei
- Primula longipes
- Primula longiscapa
- Primula lungchiensis
- Primula luteola
- Primula maclarenii
- Primula macrocarpa
- Primula macrophylla
- Primula magellanica
- Primula malacoides
- Primula mallophylla
- Primula malvacea
- Primula marginata
- Primula maximowiczii
- Primula mazurenkoae
- Primula megalocarpa
- Primula megaseifolia
- Primula meiotera
- Primula melanantha
- Primula melanodonta
- Primula merrilliana
- Primula mianyangensis
- Primula minima
- Primula minkwitziae
- Primula minor
- Primula minutissima
- Primula mistassinica
- Primula miyabeana
- Primula modesta
- Primula mollis
- Primula monticola
- Primula morissetii
- Primula moschophora
- Primula moupinensis
- Primula munroi
- Primula muscarioides
- Primula muscoides
- Primula nanocapitata
- Primula neurocalyx
- Primula nghialoensis
- Primula ninguida
- Primula nipponica
- Primula nivalis
- Primula nutans
- Primula nutantiflora
- Primula obconica
- Primula obliqua
- Primula obsessa
- Primula obtusifolia
- Primula occlusa
- Primula odontica
- Primula odontocalyx
- Primula optata
- Primula orbicularis
- Primula oreodoxa
- Primula ovalifolia
- Primula oxygraphidifolia
- Primula palinuri
- Primula palmata
- Primula pamirica
- Primula parryi
- Primula partschiana
- Primula pauliana
- Primula pedemontana
- Primula pellucida
- Primula petelotii
- Primula petiolaris
- Primula petrocallis
- Primula pinnata
- Primula pinnatifida
- Primula poissonii
- Primula polonensis
- Primula poluninii
- Primula polyneura
- Primula praetermissa
- Primula prenantha
- Primula prevernalis
- Primula priflorens
- Primula primulina
- Primula prolifera
- Primula pseudodenticulata
- Primula pskemensis
- Primula pulchella
- Primula pulchra
- Primula pullulatrix
- Primula pulverulenta
- Primula pumilio
- Primula purdomii
- Primula pycnoloba
- Primula qinghaiensis
- Primula ramzanae
- Primula rebeccae
- Primula recubariensis
- Primula reflexa
- Primula reidii
- Primula reinii
- Primula renifolia
- Primula repentina
- Primula reptans
- Primula reticulata
- Primula rhodochroa
- Primula rimicola
- Primula rockii
- Primula rosea
- Primula rotundifolia
- Primula rubicunda
- Primula rubifolia
- Primula rugosa
- Primula runcinata
- Primula rupestris
- Primula rupicola
- Primula ruprechtii
- Primula rusbyi
- Primula russeola
- Primula sachalinensis
- Primula saguramica
- Primula sandemaniana
- Primula sapphirina
- Primula saturata
- Primula saxatilis
- Primula scandinavica
- Primula scapigera
- Primula schlagintweitiana
- Primula scotica
- Primula secundiflora
- Primula septemloba
- Primula serrata
- Primula serratifolia
- Primula sertulum
- Primula sessilis
- Primula sharmae
- Primula sherriffae
- Primula siamensis
- Primula sieboldii
- Primula sikkimensis
- Primula silaensis
- Primula sinensis
- Primula sinoexscapa
- Primula sinolisteri
- Primula sinomollis
- Primula sinuata
- Primula siphonantha
- Primula smithiana
- Primula soldanelloides
- Primula sonchifolia
- Primula soongii
- Primula sorachiana
- Primula souliei
- Primula spathulifolia
- Primula spectabilis
- Primula specuicola
- Primula spicata
- Primula stenocalyx
- Primula stenodonta
- Primula stirtoniana
- Primula stricta
- Primula strumosa
- Primula stuartii
- Primula subularia
- Primula suffrutescens
- Primula szechuanica
- Primula takedana
- Primula taliensis
- Primula tangutica
- Primula tanneri
- Primula tardiflora
- Primula tayloriana
- Primula tenella
- Primula tenuiloba
- Primula tenuipes
- Primula tenuituba
- Primula thearosa
- Primula tibetica
- Primula tongolensis
- Primula tosaensis
- Primula tridentifera
- Primula triloba
- Primula tsariensis
- Primula tschuktschorum
- Primula tsiangii
- Primula tsongpenii
- Primula tyrolensis
- Primula tzetsouensis
- Primula umbratilis
- Primula urticifolia
- Primula uzungolensis
- Primula vaginata
- Primula valentinae
- Primula valentiniana
- Primula vallarsae
- Primula veitchiana
- Primula veris
- Primula verticillata
- Primula vialii
- Primula villosa
- Primula vilmoriniana
- Primula violacea
- Primula violaris
- Primula virginis
- Primula waddellii
- Primula walshii
- Primula waltonii
- Primula wangii
- Primula warshenewskiana
- Primula watsonii
- Primula wattii
- Primula wenshanensis
- Primula whitei
- Primula wigramiana
- Primula wilsonii
- Primula wollastonii
- Primula woodwardii
- Primula woonyoungiana
- Primula woronowii
- Primula wulfeniana
- Primula xanthopa
- Primula youngeriana
- Primula yunnanensis
- Primula yuparensis
- Primula zeylanica

Selon ITIS (7 août 2014) :
- Primula alcalina Cholewa & Douglass M. Hend.
- Primula angustifolia Torr.
- Primula anvilensis S. Kelso
- Primula austrofrigida (K.L. Chambers) A.R. Mast & Reveal
- Primula baileyana Kingdon-Ward
- Primula borealis Duby
- Primula capillaris N.H. Holmgren & A.H. Holmgren
- Primula clevelandii (Greene) A.R. Mast & Reveal
- Primula conjugens (Greene) A.R. Mast & Reveal
- Primula cuneifolia Ledeb.
- Primula cusickiana (A. Gray) A. Gray
- Primula egaliksensis Wormsk.
- Primula elatior (L.) Hill
- Primula fassettii A.R. Mast & Reveal
- Primula fragrans A.R. Mast & Reveal
- Primula frenchii (Vasey) A.R. Mast & Reveal
- Primula frigida (Cham. & Schltdl.) A.R. Mast & Reveal
- Primula hendersonii (A. Gray) A.R. Mast & Reveal
- Primula incana M.E. Jones
- Primula japonica A. Gray
- Primula jeffreyi (Van Houtte) A.R. Mast & Reveal
- Primula latiloba (A. Gray) A.R. Mast & Reveal
- Primula laurentiana Fernald
- Primula meadia (L.) A.R. Mast & Reveal
- Primula mistassinica Michx.
- Primula modesta Bisset & S. Moore
- Primula nutans Georgi
- Primula parryi A. Gray
- Primula pauciflora (Greene) A.R. Mast & Reveal
- Primula poetica (L.F. Hend.) A.R. Mast & Reveal
- Primula ×polyantha Mill. (pro. sp.)
- Primula pulverulenta Duthie
- Primula pumila (Ledeb.) Pax
- Primula rusbyi Greene
- Primula specuicola Rydb.
- Primula standleyana A.R. Mast & Reveal
- Primula stricta Hornem.
- Primula subalpina (Eastw.) A.R. Mast & Reveal
- Primula suffrutescens A. Gray
- Primula tetrandra (Suksd. ex Greene) A.R. Mast & Reveal
- Primula tschuktschorum Kjellm.
- Primula utahensis (N.H. Holmgren) A.R. Mast & Reveal
- Primula veris L.
- Primula vulgaris Huds.
- Primula wilsonii Dunn

Selon The Plant List (7 août 2014) :
- Primula abchasica Sosn.
- Primula advena W.W. Sm.
- Primula aemula Balf. f. & Forrest
- Primula aerinantha Balf. f. & Purdom
- Primula agleniana Balf. f. & Forrest
- Primula alcalina Cholewa & Douglass M. Hend.
- Primula algida Adams
- Primula aliciae G. Taylor ex W.W. Sm. & H.R. Fletcher
- Primula allionii Loisel.
- Primula alpicola (W.W. Sm.) Stapf
- Primula alsophila Balf. f. & Farrer
- Primula ambita Balf. f.
- Primula amethystina Franch.
- Primula angustifolia Torr.
- Primula anisodora Balf. f. & Forrest
- Primula annulata Balf. f. & Kingdon-Ward
- Primula anvilensis S. Kelso
- Primula apennina Widmer
- Primula apicicallosa D. Fang
- Primula aromatica W.W. Sm. & Forrest
- Primula asarifolia H.R. Fletcher
- Primula atrodentata W.W. Sm.
- Primula aurantiaca W.W. Sm. & Forrest
- Primula auricula L.
- Primula baileyana Kingdon-Ward
- Primula barbatula W.W. Sm.
- Primula barbicalyx C.H. Wright
- Primula bathangensis Petitm.
- Primula beesiana Forrest
- Primula bella Franch.
- Primula bellidifolia King ex Hook. f.
- Primula bergenioides C.M. Hu & Y.Y. Geng
- Primula beringensis (A.E. Porsild) Jurtzev
- Primula blattariformis Franch.
- Primula blinii H. Lév.
- Primula bomiensis F.H. Chen & C.M. Hu
- Primula borealis Duby
- Primula boreiocalliantha Balf. f. & Forrest
- Primula bracteata Franch.
- Primula bracteosa W. G. Craib
- Primula breviscapa Franch.
- Primula bullata Franch.
- Primula bulleyana Forrest
- Primula bungeana C.A. Mey.
- Primula buryana Balf. f.
- Primula caldaria W.W. Sm. & Forrest
- Primula calderiana Balf. f. & R.E. Cooper
- Primula calliantha Franch.
- Primula calthifolia W.W. Sm.
- Primula calyptrata X. Gong & R.C. Fang
- Primula candicans W.W. Sm.
- Primula capillaris N.H. Holmgren & A.H. Holmgren
- Primula capitata Hook.
- Primula capitellata Boiss.
- Primula carniolica Jacq.
- Primula carpathica Fuss
- Primula caulifera C.M.Hu
- Primula cavaleriei Petitm.
- Primula caveana W.W. Sm.
- Primula cawdoriana Kingdon-Ward
- Primula celsiiformis Balf. f.
- Primula cerina H.R. Fletcher
- Primula cernua Franch.
- Primula chamaedoron W.W. Sm.
- Primula chamaethauma W.W. Sm.
- Primula chapaensis Gagnep.
- Primula chartacea Franch.
- Primula chienii W.P. Fang
- Primula chionantha Balf. f. & Forrest
- Primula chionata W.W. Sm.
- Primula chionogenes H.R. Fletcher
- Primula chrysochlora Balf. f. & Kingdon-Ward
- Primula chumbiensis W.W. Sm.
- Primula chungensis Balf. f. & Kingdon-Ward
- Primula cicutariifolia Pax
- Primula cinerascens Franch.
- Primula clarkei Watt
- Primula clusiana Tausch
- Primula clutterbuckii Kingdon-Ward
- Primula cockburniana Hemsl.
- Primula coerulea Forrest
- Primula comata H.R. Fletcher
- Primula concholoba Stapf & Sealy
- Primula concinna Watt
- Primula conspersa Balf. f. & Purdom
- Primula cortusoides L.
- Primula crassa Hand.-Mazz.
- Primula crocifolia Pax & K. Hoffm.
- Primula cuneifolia Ledeb.
- Primula cunninghamii King ex W. G. Craib
- Primula cusickiana (A. Gray) A. Gray
- Primula daonensis (Leyb.) Leyb.
- Primula davidii Franch.
- Primula deflexa Duthie
- Primula densa Balf. f.
- Primula denticulata Sm.
- Primula denticuloides Y.J. Nasir
- Primula deorum Velen.
- Primula diantha Bureau & Franch.
- Primula dickieana Watt
- Primula divaricata F.H. Chen & C.M. Hu
- Primula dryadifolia Franch.
- Primula duclouxii Petitm.
- Primula dumicola W.W. Sm. & Forrest
- Primula duthieana Balf. f. & W.W. Sm.
- Primula eburnea Balf. f. & R.E. Cooper
- Primula efarinosa Pax
- Primula effusa W.W. Sm. & Forrest
- Primula egaliksensis Wormsk.
- Primula elatior (L.) Hill
- Primula elizabethiae Ludlow ex W.W. Sm.
- Primula elliptica Royle
- Primula ellisiae Pollard & Cockerell
- Primula elongata Watt
- Primula epilithica F.H. Chen & C.M. Hu
- Primula epilosa W. G. Craib
- Primula erratica W.W. Sm.
- Primula erythrocarpa W. G. Craib
- Primula esquirolii Petitm.
- Primula eugeniae Fed.
- Primula euosma W. G. Craib
- Primula eximia Greene
- Primula faberi Oliv.
- Primula fagosa Balf. f. & W. G. Craib
- Primula falcifolia Kingdon-Ward
- Primula fangii F.H. Chen & C.M. Hu
- Primula fangingensis F.H. Chen & C.M. Hu
- Primula farinosa L.
- Primula farreriana Balf. f.
- Primula fasciculata Balf. f. & Kingdon-Ward
- Primula fernaldiana W.W. Sm.
- Primula filchnerae R. Knuth
- Primula firmipes Balf. f. & Forrest
- Primula fistulosa Turkev.
- Primula flabellifera W.W. Sm.
- Primula flaccida N.P. Balakr.
- Primula flava Maxim.
- Primula flexuosa Turkev.
- Primula floribunda Wall.
- Primula florindae Kingdon-Ward
- Primula forbesii Franch.
- Primula forrestii Balf. f.
- Primula frondosa Janka
- Primula gambeliana Watt
- Primula gemmifera Batalin
- Primula geraniifolia Hook. f.
- Primula giraldiana Pax
- Primula glabra Klatt
- Primula glaucescens Moretti
- Primula glomerata Pax
- Primula glutinosa Wulfen
- Primula gracilenta Dunn
- Primula gracilipes W. G. Craib
- Primula graminifolia Pax & K. Hoffm.
- Primula griffithii (Watt) Pax
- Primula groenlandica (Warm.) A.W. Hill
- Primula halleri J.F.Gmel.
- Primula handeliana W.W. Sm. & Forrest
- Primula hazarica Duthie
- Primula helodoxa Balf. f.
- Primula henryi (Hemsl.) Pax
- Primula heucherifolia Franch.
- Primula hilaris W.W. Sm.
- Primula hirsuta All.
- Primula hoffmanniana W.W. Sm.
- Primula hoii W.P. Fang
- Primula homogama F.H. Chen & C.M. Hu
- Primula hookeri Watt
- Primula huashanensis F.H. Chen & C.M. Hu
- Primula humilis Pax & K. Hoffm.
- Primula hylobia W.W. Sm.
- Primula hypoleuca Hand.-Mazz.
- Primula inayatii Duthie
- Primula incana M.E. Jones
- Primula inopinata H.R. Fletcher
- Primula intanoensis T.Yamaz.
- Primula integrifolia L.
- Primula intercedens Fernald
- Primula interjacens F.H. Chen
- Primula involucrata Wall. ex Duby
- Primula ioessa W.W. Sm.
- Primula jaffreyana King
- Primula jesoana Miq.
- Primula jucunda W.W. Sm.
- Primula kawasimae H. Hara
- Primula kialensis Franch.
- Primula kingii Watt
- Primula kitaibeliana Schott
- Primula klattii N.P. Balakr.
- Primula klaveriana Forrest
- Primula knuthiana Pax
- Primula kongboensis Kingdon-Ward
- Primula kwangtungensis W.W. Sm.
- Primula kweichouensis W.W. Sm.
- Primula lacerata W.W. Sm.
- Primula laciniata Pax & K. Hoffm.
- Primula lactucoides F.H. Chen & C.M. Hu
- Primula latifolia Lapeyr.
- Primula latisecta W.W. Sm.
- Primula laurentiana Fernald
- Primula laxiuscula W.W. Sm.
- Primula leptophylla W. G. Craib
- Primula levicalyx C.M. Hu & Z.R. Xu
- Primula limbata Balf. f. & Forrest
- Primula lithophila F.H. Chen & C.M. Hu
- Primula littledalei Balf. f. & Watt
- Primula loeseneri Kitag.
- Primula longiscapa Ledeb.
- Primula lungchiensis W.P. Fang
- Primula macrophylla D. Don
- Primula magellanica Lehm.
- Primula maikhaensis Balf. f. & Forrest
- Primula malacoides Franch.
- Primula mallophylla Balf. f.
- Primula malvacea Franch.
- Primula marginata Curtis
- Primula matsumurae Petitm.
- Primula matthioli (L.) K.Richt.
- Primula maximowiczii Regel
- Primula megalocarpa H. Hara
- Primula meiotera (W.W. Sm. & H.R. Fletcher) C.M. Hu
- Primula melanantha (Franch.) C.M. Hu
- Primula melanodonta W.W. Sm.
- Primula melanops W.W. Sm. & Kingdon-Ward
- Primula membranifolia Franch.
- Primula merrilliana Schltr.
- Primula meyeri Rupr.
- Primula minima L.
- Primula minor Balf. f. & Kingdon-Ward
- Primula minutissima Jacquem. ex Duby
- Primula mistassinica Michx.
- Primula miyabeana T. Itô & Kawak.
- Primula mollis Nutt. ex Hook.
- Primula monticola (Hand.-Mazz.) F.H. Chen & C.M. Hu
- Primula moschophora Balf. f. & Forrest
- Primula moupinensis Franch.
- Primula muscarioides Hemsl.
- Primula muscoides Hook. f. ex Watt
- Primula neurocalyx Franch.
- Primula ninguida W.W. Sm.
- Primula nivalis Pall.
- Primula nutans Georgi
- Primula nutantiflora Hemsl.
- Primula obconica Hance
- Primula obliqua W.W. Sm.
- Primula obsessa W.W. Sm.
- Primula obtusifolia Royle
- Primula occlusa W.W. Sm.
- Primula odontica W.W. Sm.
- Primula odontocalyx (Franch.) Pax
- Primula optata Farrer
- Primula orbicularis Hemsl.
- Primula oreodoxa Franch.
- Primula ovalifolia Franch.
- Primula oxygraphidifolia W.W. Sm. & Kingdon-Ward
- Primula palinuri Petagna
- Primula palmata Hand.-Mazz.
- Primula pamirica Fed.
- Primula parryi A. Gray
- Primula partschiana Pax
- Primula patens E.A. Busch
- Primula pauliana W.W. Sm. & Forrest
- Primula pedemontana Thomas ex Gaudin
- Primula pellucida Franch.
- Primula petelotii W.W.Sm.
- Primula petrocallis F.H. Chen & C.M. Hu
- Primula pinnatifida Franch.
- Primula poissonii Franch.
- Primula polyantha Mill.
- Primula polyneura Franch.
- Primula praeflorens F.H. Chen & C.M. Hu
- Primula praenitens (Link) Ker Gawl.
- Primula praetermissa W.W. Sm.
- Primula prattii Hemsl.
- Primula prenantha Balf. f. & W.W. Sm.
- Primula prevernalis F.H. Chen & C.M. Hu
- Primula primulina (Spreng.) H. Hara
- Primula pseudodenticulata Pax
- Primula pseudoglabra Hand.-Mazz.
- Primula pskemensis Lazkov
- Primula pubescens Jacq.
- Primula pulchella Franch.
- Primula pulchra Watt
- Primula pulverulenta Duthie
- Primula pumilio Maxim.
- Primula purdomii W. G. Craib
- Primula pycnoloba Bureau & Franch.
- Primula qinghaiensis F.H. Chen & C.M. Hu
- Primula reflexa Petitm.
- Primula reidii Duthie
- Primula reptans Hook. f. ex Watt
- Primula reticulata Wall.
- Primula rhodochroa W.W. Sm.
- Primula rimicola W.W. Sm.
- Primula rockii W.W. Sm.
- Primula rosea Royle
- Primula rotundifolia Wall.
- Primula rubicunda H.R. Fletcher
- Primula rubifolia C.M. Hu
- Primula rugosa N.P. Balakr.
- Primula runcinata C.M. Hu
- Primula rupestris Balf. f. & Farrer
- Primula rupicola Balf. f. & Forrest
- Primula rusbyi Greene
- Primula russeola Balf. f. & Forrest
- Primula sandemaniana W.W. Sm.
- Primula sapphirina Hook. f. & Thomson
- Primula saturata W.W. Sm. & H.R. Fletcher
- Primula saxatilis Kom.
- Primula scandinavica Brunn
- Primula scapigera (Hook. f.) W. G. Craib
- Primula schlagintweitiana Pax
- Primula scopulorum Balf. f. & Farrer
- Primula scotica Hook.
- Primula secundiflora Franch.
- Primula septemloba Franch.
- Primula serratifolia Franch.
- Primula sertulum Franch.
- Primula sherriffiae W.W. Sm.
- Primula siamensis Craib
- Primula sieboldii E.Morren
- Primula sikkimensis Hook.
- Primula silaensis Petitm.
- Primula sinoexscapa C.M. Hu
- Primula sinolisteri Balf. f.
- Primula sinomollis Balf. f. & Forrest
- Primula sinoplantaginea Balf. f.
- Primula sinuata Franch.
- Primula smithiana W. G. Craib
- Primula socialis F.H. Chen & C.M. Hu
- Primula sonchifolia Franch.
- Primula soongii F.H. Chen & C.M. Hu
- Primula souliei Franch.
- Primula spectabilis Tratt.
- Primula specuicola Rydb.
- Primula spicata Franch.
- Primula stenocalyx Maxim.
- Primula stenodonta Balf. f. ex W.W. Sm. & H.R. Fletcher
- Primula stricta Hornem.
- Primula strumosa Balf. f. & R.E. Cooper
- Primula subularia W.W. Sm.
- Primula suffrutescens A. Gray
- Primula szechuanica Pax
- Primula taliensis Forrest
- Primula tangutica Duthie
- Primula tanneri King
- Primula tardiflora (C.M. Hu) C.M. Hu
- Primula tayloriana H.R. Fletcher
- Primula tenella King ex Hook. f.
- Primula tenuiloba (Watt) Pax
- Primula tenuipes F.H. Chen & C.M. Hu
- Primula tenuis Small
- Primula tenuituba C.M. Hu & Y.Y. Geng
- Primula tibetica Watt
- Primula tongolensis Franch.
- Primula tridentifera F.H. Chen & C.M. Hu
- Primula triloba Balf. f. & Forrest
- Primula tsariensis W.W. Sm.
- Primula tschuktschorum Kjellm.
- Primula tsiangii W.W. Sm.
- Primula tsongpenii H.R. Fletcher
- Primula tyrolensis Schott
- Primula tzetsouensis Petitm.
- Primula urticifolia Maxim.
- Primula vaginata Watt
- Primula valentiniana Hand.-Mazz.
- Primula veitchiana Petitm.
- Primula veris L.
- Primula verticillata Forssk.
- Primula vialii Delavay ex Franch.
- Primula villosa Wulfen
- Primula vilmoriniana Petitm.
- Primula violacea W.W. Sm. & Kingdon-Ward
- Primula violaris W.W. Sm. & H.R. Fletcher
- Primula virginis H. Lév.
- Primula vulgaris Huds.
- Primula waddellii Balf. f. & W.W. Sm.
- Primula walshii W. G. Craib
- Primula waltonii Watt ex Balf. f.
- Primula wangii F.H. Chen & C.M. Hu
- Primula warshenewskiana B. Fedtsch.
- Primula watsonii Dunn
- Primula wenshanensis F.H. Chen & C.M. Hu
- Primula whitei W.W. Sm.
- Primula wilsonii Dunn
- Primula wollastonii Balf. f.
- Primula woodwardii Balf. f.
- Primula woonyoungiana W.P. Fang
- Primula woronowii Losinsk.
- Primula wulfeniana Schott
- Primula youngeriana W.W. Sm.
- Primula yunnanensis Franch.

Selon Tropicos (7 août 2014) (Attention liste brute contenant possiblement des synonymes) :
- Primula abchasica Sosn.
- Primula acaulis L.
- Primula adenantha Balf. f. & R.E. Cooper
- Primula advena W.W. Sm.
- Primula aemula Balf. f. & Forrest
- Primula aequalis Craib
- Primula aequipila Craib
- Primula aerinantha Balf. f. & Purdom
- Primula agleniana Balf. f. & Forrest
- Primula ajanensis E.A. Busch
- Primula alcalina Cholewa & Douglass M. Hend.
- Primula alchemilloides (Franch.) Derganc
- Primula algida Adams
- Primula aliciae G. Taylor ex W.W. Sm. & H.R. Fletcher
- Primula allionii Loisel.
- Primula alpicola (W.W. Sm.) Stapf
- Primula alsophila Balf. f. & Farrer
- Primula alta Balf. f. & Forrest
- Primula amabilis Balf. f. & Forrest
- Primula ambita Balf. f.
- Primula americana Rydb.
- Primula amethystina Franch.
- Primula amoena M. Bieb.
- Primula androsacea Pax
- Primula angustidens (Franch.) Pax
- Primula angustifolia Torr.
- Primula anisodora Balf. f. & Forrest
- Primula annulata Balf. f. & Kingdon-Ward
- Primula anvilensis S. Kelso
- Primula apicicallosa D. Fang
- Primula apoclita Balf. f. & Forrest
- Primula arctica (Cham. & Schltdl.) Kuntze
- Primula argutidens Franch.
- Primula arizonica (A. Gray) Derganc
- Primula aromatica W.W. Sm. & Forrest
- Primula articulata W.W. Sm.
- Primula arunachalensis S.K.Basak & Maiti
- Primula asarifolia H.R. Fletcher
- Primula asperulata N.P. Balakr.
- Primula atricapilla Balf. f. & R.E. Cooper
- Primula atrodentata W.W. Sm.
- Primula atrotubata W.W. Sm. & Forrest
- Primula atuntzuensis Balf. f. & Forrest
- Primula aurantiaca W.W. Sm. & Forrest
- Primula aureostellata Balf. f. & R.E. Cooper
- Primula auricula L.
- Primula auriculata Lam.
- Primula austrofrigida (K.L. Chambers) A.R. Mast & Reveal
- Primula baileyana Kingdon-Ward
- Primula baldshuanica B. Fedtsch.
- Primula balfourii H. Lév.
- Primula baokongensis F.H. Chen & C.M. Hu
- Primula barbatula W.W. Sm.
- Primula barbeyana Petitm.
- Primula barbicalyx C.H. Wright
- Primula barnardoana W.W. Sm. & Kingdon-Ward
- Primula barybotrys Hand.-Mazz.
- Primula bathangensis Petitm.
- Primula bayernii Rupr.
- Primula beesiana Forrest
- Primula begoniiformis Petitm.
- Primula bella Franch.
- Primula bellidifolia King ex Hook. f.
- Primula bergenioides C.M. Hu & Y.Y. Geng
- Primula beringensis (A.E. Porsild) Jurtzev
- Primula bhutanica H.R. Fletcher
- Primula biondiana Petitm.
- Primula biserrata Forrest
- Primula blandula W.W. Sm.
- Primula blattariformis Franch.
- Primula blinii H. Lév.
- Primula bomiensis F.H. Chen & C.M. Hu
- Primula bonatiana Petitm.
- Primula bonatii R. Knuth
- Primula boni-auxilii Kress
- Primula boothii Craib
- Primula borealis Duby
- Primula boreiocalliantha Balf. f. & Forrest
- Primula boveana Decne.
- Primula brachystoma W.W. Sm.
- Primula bracteata Franch.
- Primula bracteosa Craib
- Primula brevicula Balf. f. & Forrest
- Primula brevifolia Forrest
- Primula breviscapa Franch.
- Primula brodheadiae M.E. Jones
- Primula bryophila Balf. f. & Farrer
- Primula bullata Franch.
- Primula bulleyana Forrest
- Primula bungeana C.A. Mey.
- Primula burmanica Balf. f. & Kingdon-Ward
- Primula buryana Balf. f.
- Primula cachemeriana Munro
- Primula calcicola Balf. f. & Forrest
- Primula calciphila Hutch.
- Primula caldaria W.W. Sm. & Forrest
- Primula calderiana Balf. f. & R.E. Cooper
- Primula calliantha Franch.
- Primula calthifolia W.W. Sm.
- Primula calyptrata X. Gong & R.C. Fang
- Primula cana Balf. f. & Cave in Balf. f.
- Primula candicans W.W. Sm.
- Primula candidissima W.W. Sm. & Forrest
- Primula canescens Opiz
- Primula capillaris N.H. Holmgren & A.H. Holmgren
- Primula capitata Hook.
- Primula capitellata Boiss.
- Primula cardioeides W.W. Sm. & H.R. Fletcher
- Primula cardiophylla Balf. f. & W.W. Sm.
- Primula carinata (Torr.) Derganc
- Primula carniolica Jacq.
- Primula carnosula Balf. f. & Forrest
- Primula carpathica Fuss
- Primula caulifera C.M. Hu
- Primula cavaleriei Petitm.
- Primula caveana W.W. Sm.
- Primula cawdoriana Kingdon-Ward
- Primula celsiiformis Balf. f.
- Primula cephalantha Balf. f.
- Primula cerina H.R. Fletcher
- Primula cernua Franch.
- Primula chamaedoron W.W. Sm.
- Primula chamaejasme (Wulfen ex Host) Kuntze
- Primula chamaethauma W.W. Sm.
- Primula chamissonis E.A. Busch
- Primula chapaensis Gagnep.
- Primula chartacea Franch.
- Primula cheniana W.P. Fang
- Primula chienii W.P. Fang
- Primula chionantha Balf. f. & Forrest
- Primula chionata W.W. Sm.
- Primula chionogenes H.R. Fletcher
- Primula chlorodryas W.W. Sm.
- Primula chrysochlora Balf. f. & Kingdon-Ward
- Primula chrysopa Balf. f. & Forrest
- Primula chrysophylla Balf. f. & Forrest
- Primula chumbiensis W.W. Sm.
- Primula chungensis Balf. f. & Kingdon-Ward
- Primula cicutariifolia Pax
- Primula cinerascens Franch.
- Primula citrina Balf. f. & Purdom
- Primula clarkei Watt
- Primula clevelandii (Greene) A.R. Mast & Reveal
- Primula clusiana Tausch
- Primula clutterbuckii Kingdon-Ward
- Primula cockburniana Hemsl.
- Primula coerulea Forrest
- Primula cognata Duthie
- Primula columnae Ten.
- Primula comata H.R. Fletcher
- Primula compsantha Balf. f. & Forrest
- Primula concholoba Stapf & Sealy
- Primula concinna Watt
- Primula congestifolia Forrest
- Primula conica Balf. f. & Forrest
- Primula conjugens (Greene) A.R. Mast & Reveal
- Primula consocia W.W. Sm.
- Primula conspersa Balf. f. & Purdom
- Primula cooperi Balf. f.
- Primula cordata Balf. f. ex W.W. Sm. & Forrest
- Primula cordifolia Pax
- Primula coreana Nakai
- Primula cortusoides L.
- Primula coryana Balf. f. & Forrest ex W.W. Sm.
- Primula coryphaea Balf. f. & Kingdon-Ward
- Primula craibeana Balf. f. & W.W. Sm.
- Primula crassa Hand.-Mazz.
- Primula crispa Balf. f. & W.W. Sm.
- Primula crispata Balf. f. & W.W. Sm.
- Primula crocifolia Pax & K. Hoffm.
- Primula cuneifolia Ledeb.
- Primula cunninghamii King ex Craib
- Primula cusickiana (A. Gray) A. Gray
- Primula cyanantha Balf. f. & Forrest
- Primula cyanocephala Balf. f.
- Primula cyclaminifolia Franch. ex Petitm.
- Primula cycliophylla Balf. f. & Farrer
- Primula cyclostegia Hand.-Mazz.
- Primula cylindriflora Hand.-Mazz.
- Primula darialica Rupr.
- Primula davidii Franch.
- Primula debilis Bonati
- Primula declinis Balf. f. & Forrest
- Primula decurva Balf. f. & Forrest
- Primula deflexa Duthie
- Primula delavayi Franch.
- Primula deleiensis Kingdon-Ward
- Primula delicata Forrest
- Primula delicatula Dunn
- Primula densa Balf. f.
- Primula denticulata Sm.
- Primula denticuloides Y.J. Nasir
- Primula deuteronana Craib
- Primula dianae Balf. f. & R.E. Cooper
- Primula diantha Bureau & Franch.
- Primula dickieana Watt
- Primula dictyophylla W.W. Sm.
- Primula didyma W.W. Sm.
- Primula dielsii Petitm.
- Primula dissecta (Franch.) Derganc
- Primula divaricata F.H. Chen & C.M. Hu
- Primula domensis Kass & S.L. Welsh
- Primula doshongensis W.W. Sm.
- Primula douglasii Kuntze
- Primula drosocalyx Poljak. & Lincz.
- Primula dryadifolia Franch.
- Primula drymophila Craib
- Primula dubernardiana Forrest
- Primula duclouxii Petitm.
- Primula dumicola W.W. Sm. & Forrest
- Primula duthieana Balf. f. & W.W. Sm.
- Primula eburnea Balf. f. & R.E. Cooper
- Primula edelbergii O. Schwarz
- Primula edgeworthii Pax
- Primula efarinosa Pax
- Primula effusa W.W. Sm. & Forrest
- Primula egaliksensis Wormsk.
- Primula elatior Hill
- Primula elegans Duby
- Primula elizabethiae Ludlow ex W.W. Sm.
- Primula elliptica Royle
- Primula ellisiae Pollard & Cockerell
- Primula elongata Watt
- Primula elwesiana King ex Watt
- Primula engleri R. Knuth
- Primula epilithica F.H. Chen & C.M. Hu
- Primula epilosa Craib
- Primula erodioides Schltr.
- Primula erosa Wall.
- Primula erratica W.W. Sm.
- Primula erythrocarpa Craib
- Primula esquirolii Petitm.
- Primula euchaites W.W. Sm.
- Primula eucyclia W.W. Sm. & Forrest
- Primula eugeniae Fed.
- Primula euosma Craib
- Primula eximia Greene
- Primula exscapa Hegetschw.
- Primula faberi Oliv.
- Primula fagosa Balf. f. & Craib
- Primula falcifolia Kingdon-Ward
- Primula fangii F.H. Chen & C.M. Hu
- Primula fangingensis F.H. Chen & C.M. Hu
- Primula farbesii Franch.
- Primula fargesii Franch.
- Primula farinifolia Rupr.
- Primula farinosa L.
- Primula farreriana Balf. f.
- Primula fasciculata Balf. f. & Kingdon-Ward
- Primula fassettii A.R. Mast & Reveal
- Primula fauriei Franch.
- Primula fea Kingdon-Ward
- Primula fedtschenkoi Regel
- Primula fenghwaiana C.M. Hu & G. Hao
- Primula fernaldiana W.W. Sm.
- Primula filchnerae R. Knuth
- Primula finmarchica Jacq.
- Primula firmipes Balf. f. & Forrest
- Primula fistulosa Turkev.
- Primula flabellifera W.W. Sm.
- Primula flaccida N.P. Balakr.
- Primula flava Maxim.
- Primula flavescens (Maxim.) Derganc
- Primula flavicans Hand.-Mazz.
- Primula flexilipes Balf. f. & Forrest
- Primula flexuosa Turkev.
- Primula floribunda Wall.
- Primula florida Balf. f. & Forrest
- Primula florindae Kingdon-Ward
- Primula forbesii Franch.
- Primula forrestii Balf. f.
- Primula fragilis Balf. f. & Kingdon-Ward
- Primula fragrans A.R. Mast & Reveal
- Primula franchetii Pax
- Primula frenchii (Vasey) A.R. Mast & Reveal
- Primula frigida (Cham. & Schltdl.) A.R. Mast & Reveal
- Primula frondosa Janka
- Primula gageana Balf. f. & W.W. Sm.
- Primula gagnepainiana Hand.-Mazz.
- Primula gagnepainii Petitm.
- Primula gambeliana Watt
- Primula gammieana King
- Primula gaubaeana Bornm.
- Primula gemmifera Batalin
- Primula genestieriana Hand.-Mazz.
- Primula gentianoides W.W. Sm. & Kingdon-Ward
- Primula geraldinae W.W. Sm.
- Primula geraniifolia Hook. f.
- Primula geranophylla Kovalevsk.
- Primula gigantea Jacq.
- Primula giraldiana Pax
- Primula glabra Klatt
- Primula glacialis Franch.
- Primula glandulifera Balf. f. & W.W. Sm.
- Primula glaucescens Moretti
- Primula glomerata Pax
- Primula glutinosa Wulfen
- Primula glycyosma Petitm.
- Primula gracilenta Dunn
- Primula gracilipes Craib
- Primula graminifolia Pax & K. Hoffm.
- Primula grandis Trautv.
- Primula gratissima Forrest
- Primula griffithii (Watt) Pax
- Primula groenlandica (Warm.) A.W. Hill
- Primula halleri J.F. Gmel.
- Primula handeliana W.W. Sm. & Forrest
- Primula harrissii Watt ex Balf. f.
- Primula harroviana Balf. f. & R.E. Cooper
- Primula hazarica Duthie
- Primula helodoxa Balf. f.
- Primula helvenacea Balf. f. & Kingdon-Ward
- Primula hendersonii (A. Gray) A.R. Mast & Reveal
- Primula henricii Bureau & Franch.
- Primula henryi (Hemsl.) Pax
- Primula heterochroma Stapf
- Primula heterodonta Franch.
- Primula heucherifolia Franch.
- Primula heydei Watt
- Primula hidakana Miyabe & Kudô
- Primula hilaris W.W. Sm.
- Primula hirsuta All.
- Primula hoffmanniana W.W. Sm.
- Primula hoii W.P. Fang
- Primula homogama F.H. Chen & C.M. Hu
- Primula hongshanensis D.W.H.Rankin, Z.D. Fang & H. Sun
- Primula hookeri Watt
- Primula hornemanniana Lehm.
- Primula hsiungiana W.P. Fang
- Primula huana W.W. Sm.
- Primula huashanensis F.H. Chen & C.M. Hu
- Primula humicola Balf. f. & Forrest
- Primula humilis Pax & K. Hoffm.
- Primula hunnewellii Fernald
- Primula hupehensis Craib
- Primula hyacinthina W.W. Sm.
- Primula hylobia W.W. Sm.
- Primula hylophila Balf. f. & Farrer
- Primula hymenophylla Balf. f. & Forrest
- Primula hypoleuca Hand.-Mazz.
- Primula ianthina Balf. f. & Cave
- Primula iljinskii Fed.
- Primula inayatii Duthie
- Primula incana M.E. Jones
- Primula incisa Franch.
- Primula indobella Balf. f. & W.W. Sm.
- Primula inflata Lehm.
- Primula ingens W.W. Sm. & Forrest
- Primula inopinata H.R. Fletcher
- Primula integrifolia L.
- Primula intercedens Fernald
- Primula interjacens F.H. Chen
- Primula involucrata Wall. ex Duby
- Primula ioessa W.W. Sm.
- Primula ionantha Pax & K. Hoffm.
- Primula irregularis Craib
- Primula jaffreyana King
- Primula japonica A. Gray
- Primula jeffreyi (Van Houtte) A.R. Mast & Reveal
- Primula jesoana Miq.
- Primula jigmediana W.W. Sm.
- Primula jonardunii W.W. Sm.
- Primula jucunda W.W. Sm.
- Primula juliae Kusn.
- Primula junior Balf. f. & Forrest
- Primula kanseana Pax & K. Hoffm.
- Primula kaufmanniana Regel
- Primula kawasimae H. Hara
- Primula kewensis W. Wats.
- Primula khasiana Balf. f. & W.W. Sm.
- Primula kialensis Franch.
- Primula kichanensis Franch. ex Petitm.
- Primula kingii Watt
- Primula kisoana Miq.
- Primula kitaibeliana Schott
- Primula kiuchiangensis Balf. f. & Forrest
- Primula klattii N.P. Balakr.
- Primula klaveriana Forrest
- Primula knorringiana Fed.
- Primula knuthiana Pax
- Primula komarovii Losinsk.
- Primula kongboensis Kingdon-Ward
- Primula kusnetzovii Fed.
- Primula kwangtungensis W.W. Sm.
- Primula kweichouensis W.W. Sm.
- Primula lacei Hemsl. & Watt
- Primula lacerata W.W. Sm.
- Primula laciniata Pax & K. Hoffm.
- Primula lacteocapitata Balf. f. & W.W. Sm.
- Primula lactiflora Turkev.
- Primula lactucoides F.H. Chen & C.M. Hu
- Primula laeta W.W. Sm.
- Primula lanata Pax & K. Hoffm.
- Primula lancifolia Pax & K. Hoffm.
- Primula langkongensis Forrest
- Primula latifolia Lapeyr.
- Primula latiloba (A. Gray) A.R. Mast & Reveal
- Primula latisecta W.W. Sm.
- Primula laurentiana Fernald
- Primula laxiuscula W.W. Sm.
- Primula lecomtei Petitm.
- Primula legendrei Bonati
- Primula leimonophila Balf. f.
- Primula lepta Balf. f. & Forrest
- Primula leptophylla Craib
- Primula leptopoda Bureau & Franch.
- Primula leskeniensis G. Koss ex Smoljian.
- Primula leucantha Balf. f. & Forrest
- Primula leucochnoa Hand.-Mazz.
- Primula leucops W.W. Sm. & Kingdon-Ward
- Primula levicalyx C.M. Hu & Z.R. Xu
- Primula lhasaensis Balf. f. & W.W. Sm.
- Primula licentii W.W. Sm. & Forrest
- Primula lichiangensis (Forrest) Forrest
- Primula lihengiana R. Li & C.M. Hu
- Primula limbata Balf. f. & Forrest
- Primula limnoica Craib
- Primula limprichtii Pax
- Primula listeri F.B. Forbes & Hemsl.
- Primula lithophila F.H. Chen & C.M. Hu
- Primula littledalei Balf. f. & Watt
- Primula littoniana Forrest
- Primula loeseneri Kitag.
- Primula longipes Freyn & Sint.
- Primula longipetiolata Pax & K. Hoffm.
- Primula longipinnatifida F.H. Chen
- Primula longiscapa Ledeb.
- Primula longituba Forrest
- Primula ludlowii W.W. Sm.
- Primula lungchiensis W.P. Fang
- Primula luteola Rupr.
- Primula maccalliana Wiegand
- Primula macounii Greene
- Primula macrocalyx Bunge
- Primula macrophylla D. Don
- Primula macropoda Craib
- Primula magellanica Lehm.
- Primula maguirei L.O. Williams
- Primula maikhaensis Balf. f. & Forrest
- Primula mairei H. Lév.
- Primula malacoides Franch.
- Primula mallophylla Balf. f.
- Primula malvacea Franch.
- Primula mandarina Hoffmanns.
- Primula marginata Curtis
- Primula matsumurae Petitm.
- Primula maximowiczii Regel
- Primula meadia (L.) A.R. Mast & Reveal
- Primula meeboldii Pax
- Primula megalocarpa H. Hara
- Primula megaseifolia Boiss. & Balansa
- Primula meiantha Balf. f. & W.W. Sm.
- Primula meiotera (W.W. Sm. & H.R. Fletcher) C.M. Hu
- Primula melanantha (Franch.) C.M. Hu
- Primula melanodonta W.W. Sm.
- Primula melanops W.W. Sm. & Kingdon-Ward
- Primula melichlora Balf. f. & W.W. Sm.
- Primula membranifolia Franch.
- Primula menziesiana Balf. f. & W.W. Sm.
- Primula merrilliana Schltr.
- Primula meyeri Rupr.
- Primula microdonta Franch. ex Petitm.
- Primula microloma Hand.-Mazz.
- Primula micropetala Balf. f. & R.E. Cooper
- Primula microstachys Balf. f. & Forrest
- Primula minima L.
- Primula minkwitziae W.W. Sm.
- Primula minor Balf. f. & Kingdon-Ward
- Primula minutiflora Forrest
- Primula minutissima Jacquem. ex Duby
- Primula mishmiensis Kingdon-Ward
- Primula mistassinica Michx.
- Primula miyabeana T. Itô & Kawak.
- Primula modesta Bisset & S. Moore
- Primula mollis Nutt. ex Hook.
- Primula monantha W.W. Sm. & Forrest
- Primula monbeigii Balf. f.
- Primula monticola (Hand.-Mazz.) F.H. Chen & C.M. Hu
- Primula moorcroftiana Wall. ex Klatt
- Primula mooreana Balf. f. & W.W. Sm.
- Primula morsheadiana Kingdon-Ward
- Primula moschophora Balf. f. & Forrest
- Primula moupinensis Franch.
- Primula mucronata Greene
- Primula muliensis Hand.-Mazz.
- Primula multicaulis Petitm.
- Primula munroi Lindl.
- Primula muscarioides Hemsl.
- Primula muscoides Hook. f. ex Watt
- Primula mystrophylla Balf. f. & Forrest
- Primula nanobella Balf. f. & Forrest
- Primula nemoralis Balf. f.
- Primula nepalensis W.W. Sm.
- Primula neurocalyx Franch.
- Primula nevadensis N.H. Holmgren
- Primula ninguida W.W. Sm.
- Primula nivalis Pall.
- Primula normaniana Kingdon-Ward
- Primula nutans Georgi
- Primula nutantiflora Hemsl.
- Primula obconica Hance
- Primula oblanceolata Balf. f.
- Primula obliqua W.W. Sm.
- Primula obovata (Hemsl.) Pax
- Primula obsessa W.W. Sm.
- Primula obtusifolia Royle
- Primula occidentalis (Pursh) Kuntze
- Primula occlusa W.W. Sm.
- Primula ochracea Pax & K. Hoffm.
- Primula odontica W.W. Sm.
- Primula odontocalyx (Franch.) Pax
- Primula officinalis (L.) Hill
- Primula olgae Regel
- Primula operculata R. Knuth
- Primula optata Farrer
- Primula orbicularis Hemsl.
- Primula oreina Balf. f. & R.E. Cooper
- Primula oreocharis Hance
- Primula oreodoxa Franch.
- Primula oresbia Balf. f.
- Primula orestora Craib & R.E. Cooper
- Primula ossetica Kusn.
- Primula ovalifolia Franch.
- Primula oxygraphidifolia W.W. Sm. & Kingdon-Ward
- Primula palinuri Petagna
- Primula pallasii Lehm.
- Primula palmata Hand.-Mazz.
- Primula pamirica Fed.
- Primula pantlingii Kingdon-Ward
- Primula parryi A. Gray
- Primula partschiana Pax
- Primula parva Balf. f.
- Primula parvifolia Duby
- Primula parvula Pax & K. Hoffm.
- Primula patens E.A. Busch
- Primula pauciflora (Greene) A.R. Mast & Reveal
- Primula paucifolia Watt
- Primula pauliana W.W. Sm. & Forrest
- Primula pectinata Balf. f. & Forrest
- Primula pedemontana Gaudin
- Primula pellucida Franch.
- Primula penduliflora Franch. ex Petitm.
- Primula petelotii W.W. Sm.
- Primula petiolaris Wall.
- Primula petitmenginii Bonati
- Primula petraea Balf. f. & Forrest
- Primula petrocallis F.H. Chen & C.M. Hu
- Primula petrocharis Pax & K. Hoffm.
- Primula petrophyes Balf. f.
- Primula philoresia Balf. f. & Kingdon-Ward
- Primula pinetorum (Greene) Derganc
- Primula pinnata M. Pop. & Fed.
- Primula pinnatifida Franch.
- Primula pintchouanensis Petitm.
- Primula pirolifolia H. Lév.
- Primula planiflora Hand.-Mazz.
- Primula platycrana Craib
- Primula plebeia Balf. f.
- Primula poculiformis Hook. f.
- Primula poetica (L.F. Hend.) A.R. Mast & Reveal
- Primula poissonii Franch.
- Primula polia Craib
- Primula polonensis Kingdon-Ward
- Primula poloninensis Fed.
- Primula polyantha Mill.
- Primula polyneura Franch.
- Primula polyphylla (Franch.) Petitm.
- Primula praeflorens F.H. Chen & C.M. Hu
- Primula praenitens (Link) Ker Gawl.
- Primula praetermissa W.W. Sm.
- Primula praticola Craib
- Primula prattii Hemsl.
- Primula prenantha Balf. f. & W.W. Sm.
- Primula prevernalis F.H. Chen & C.M. Hu
- Primula primulina (Spreng.) H. Hara
- Primula prionotes Balf. f. & G. Watt
- Primula proba Balf. f. & Forrest
- Primula prolifera Wall.
- Primula propinqua Balf. f. & Forrest
- Primula pseudobracteata Petitm.
- Primula pseudocapitata Kingdon-Ward
- Primula pseudodenticulata Pax
- Primula pseudoelatior Kusn.
- Primula pseudoglabra Hand.-Mazz.
- Primula pseudomalacoides L.B. Stewart
- Primula pseudosikkimensis G. Forrest ex Diels
- Primula pudibunda W.W. Sm.
- Primula pulchella Franch.
- Primula pulchelloides Kingdon-Ward
- Primula pulchra Watt
- Primula pulverea Fed.
- Primula pulverulenta Duthie
- Primula pulvinata Balf. f. & Kingdon-Ward
- Primula pumila (Ledeb.) Pax
- Primula pumilio Maxim.
- Primula purdomii Craib
- Primula purpurea Royle
- Primula pusilla Goldie
- Primula pycnoloba Bureau & Franch.
- Primula pygmaeorum Balf. f. & W.W. Sm.
- Primula qinghaiensis F.H. Chen & C.M. Hu
- Primula racemosa Bonati
- Primula radicata Balf. f. & W.W. Sm.
- Primula ragotiana H. Lév.
- Primula ranunculoides F.H. Chen
- Primula redolens Balf. f. & Kingdon-Ward
- Primula reflexa Petitm.
- Primula refracta Hand.-Mazz.
- Primula reginella Balf. f.
- Primula reidii Duthie
- Primula reinii Franch. & Sav.
- Primula renifolia Volgunov
- Primula reptans Hook. f. ex Watt
- Primula reticulata Wall.
- Primula rhodantha Balf. f. & W.W. Sm.
- Primula rhodochroa W.W. Sm.
- Primula riae Pax & K. Hoffm.
- Primula rigida Balf. f. & Forrest
- Primula rimicola W.W. Sm.
- Primula riparia Balf. f. & Farrer
- Primula rivula L.
- Primula rockii W.W. Sm.
- Primula rosea Hort. & Pax
- Primula rosiflora Balf. f. & W.W. Sm.
- Primula rosthornii Diels
- Primula rotundifolia Wall.
- Primula roxburghii N.P. Balakr.
- Primula roylei Balf. f. & W.W. Sm.
- Primula rubicunda H.R. Fletcher
- Primula rubifolia C.M. Hu
- Primula rufa Balf. f.
- Primula rugosa N.P. Balakr.
- Primula runcinata C.M. Hu
- Primula rupestris Balf. f. & Farrer
- Primula rupicola Balf. f. & Forrest
- Primula ruprechtii Kusn.
- Primula rusbyi Greene
- Primula russeola Balf. f. & Forrest
- Primula sachalinensis Nakai
- Primula saguramica Gavr.
- Primula sandemaniana W.W. Sm.
- Primula sapphirina Hook. f. & Thomson
- Primula sataniensis Balf. f. & Farrer
- Primula saturata W.W. Sm. & H.R. Fletcher
- Primula saxatilis Kom.
- Primula saxicola Craib
- Primula saxifragifolia Lehm.
- Primula scandinavica Bruun
- Primula scapigera (Hook. f.) Craib
- Primula schlagintweitiana Pax
- Primula sciophila Balf. f. & Kingdon-Ward
- Primula scopulorum Balf. f. & Farrer
- Primula scullyi Craib
- Primula seclusa Balf. f. & Forrest
- Primula secundiflora Franch.
- Primula semperflorens Loisel. ex Steud.
- Primula sempervivoides Kuntze
- Primula septemloba Franch.
- Primula septentrionalis (L.) Kuntze
- Primula seriana
- Primula serra Small
- Primula serrata Georgi
- Primula serratifolia Franch.
- Primula sertulosa J. Kickx
- Primula sertulum Franch.
- Primula sherriffiae W.W. Sm.
- Primula shihmienensis W.P. Fang
- Primula shweli-calliantha Balf. f. & Forrest
- Primula sibirica Wulfen
- Primula sibthorpii Hoffmsgg.
- Primula sieboldii E. Morren
- Primula sikangensis Chen
- Primula sikkimensis Hook.
- Primula sikuensis Balf. f. & Farrer
- Primula silaensis Petitm.
- Primula silenantha Pax & K. Hoffm.
- Primula sinensis Lour.
- Primula sinodenticulata Balf. f. & Forrest
- Primula sinoexscapa C.M. Hu
- Primula sinolisteri Balf. f.
- Primula sinomollis Balf. f. & Forrest
- Primula sinonivalis Balf. f. & Forrest
- Primula sinoplantaginea Balf. f.
- Primula sinopurpurea Balf. f. ex Hutch.
- Primula sinuata Franch.
- Primula siphonantha W.W. Sm.
- Primula smithiana Craib
- Primula socialis F.H. Chen & C.M. Hu
- Primula sonchifolia Franch.
- Primula soongii F.H. Chen & C.M. Hu
- Primula sorachiana Miyabe & Tatew.
- Primula souliei Franch.
- Primula spathulacea Jacquem. ex Duby
- Primula specuicola Rydb.
- Primula speluncicola Petitm.
- Primula sphaerocephala Balf. f. & Forrest
- Primula spicata Franch.
- Primula standleyana A.R. Mast & Reveal
- Primula stenocalyx Maxim.
- Primula stenodonta Balf. f. ex W.W. Sm. & H.R. Fletcher
- Primula stephanocalyx Hand.-Mazz.
- Primula stolonifera Balf. f.
- Primula stracheyi Hook. f. ex Munro
- Primula stragulata Balf. f. & Forrest
- Primula stricta Hornem.
- Primula strumosa Balf. f. & R.E. Cooper
- Primula stuartii Wall.
- Primula subalpina (Eastw.) A.R. Mast & Reveal
- Primula subtropica Hand.-Mazz.
- Primula subularia W.W. Sm.
- Primula suffrutescens A. Gray
- Primula sulphurea Pax & K. Hoffm.
- Primula sylvicola Hutch.
- Primula szechuanica Pax
- Primula takedana Tatew.
- Primula taliensis Forrest
- Primula tangutica Duthie
- Primula tanneri King
- Primula tanupoda Balf. f. & W.W. Sm.
- Primula tapeina Balf. f. & Forrest
- Primula tapetodes (Bunge) Kuntze
- Primula taraxacoides Balf. f.
- Primula tardiflora (C.M. Hu) C.M. Hu
- Primula tayloriana H.R. Fletcher
- Primula tenana Bonati ex Balf. f.
- Primula tenella King ex Hook. f.
- Primula tenuiloba (Watt) Pax
- Primula tenuipes F.H. Chen & C.M. Hu
- Primula tenuis Small
- Primula tenuituba C.M. Hu & Y.Y. Geng
- Primula tetrandra (Suksd. ex Greene) A.R. Mast & Reveal
- Primula thearosa Kingdon-Ward
- Primula tibetica Watt
- Primula tongolensis Franch.
- Primula tosaensis Yatabe
- Primula tournefortii Rupr.
- Primula traillii G. Watt
- Primula tribola Balf. f. & Forrest
- Primula tridentifera F.H. Chen & C.M. Hu
- Primula triloba Balf. f. & Forrest
- Primula tsariensis W.W. Sm.
- Primula tsarongensis Balf. f. & Forrest
- Primula tschuktschorum Kjellm.
- Primula tsiangii W.W. Sm.
- Primula tsongpenii H.R. Fletcher
- Primula turkestanica (Regel) E.A. White
- Primula turkeviczii V.V.Byalt
- Primula tyoseniana Nakai ex Kitag.
- Primula tzetsouensis Petitm.
- Primula ulophylla Hand.-Mazz.
- Primula umbellata (Lour.) Bentv.
- Primula umbrella Forrest
- Primula uniflora Klatt
- Primula urticifolia Maxim.
- Primula utahensis (N.H. Holmgren) A.R. Mast & Reveal
- Primula vaginata Watt
- Primula valentinae Fed.
- Primula valentiniana Hand.-Mazz.
- Primula veitchiana Petitm.
- Primula veitchii Duthie
- Primula veris L.
- Primula vernicosa Kingdon-Ward
- Primula verticillata Forssk.
- Primula vialii Delavay ex Franch.
- Primula villosa Jacq.
- Primula vilmoriniana Petitm.
- Primula vinciflora Franch.
- Primula viola-grandis Farrer & Purdom
- Primula violacea W.W. Sm. & Kingdon-Ward
- Primula violaris W.W. Sm. & H.R. Fletcher
- Primula violodora Dunn
- Primula virginis H. Lév.
- Primula vitaliana L.
- Primula vittata Bureau & Franch.
- Primula vulgaris Huds.
- Primula waddellii Balf. f. & W.W. Sm.
- Primula walshii Craib
- Primula waltonii Watt ex Balf. f.
- Primula wangii F.H. Chen & C.M. Hu
- Primula wardii Balf. f.
- Primula warshenewskiana B. Fedtsch.
- Primula watsonii Dunn
- Primula wenshanensis F.H. Chen & C.M. Hu
- Primula werringtonensis Forrest
- Primula whitei W.W. Sm.
- Primula wigramiana W.W. Sm.
- Primula willmottiae Petitm.
- Primula wilsonii Dunn
- Primula wollastonii Balf. f.
- Primula woodwardii Balf. f.
- Primula woonyoungiana W.P. Fang
- Primula woronowii Losinsk.
- Primula wulfeniana Schott
- Primula xanthobasis Fed.
- Primula xanthopa Balf. f. & R.E. Cooper
- Primula yargongensis Petitm.
- Primula youngeriana W.W. Sm.
- Primula younghusbandiana Balf. f.
- Primula yuana F.H. Chen
- Primula yunnanensis Franch.
- Primula zambalensis Petitm.
- Primula zeylamica Charadze & Kapell.
- Primula ×polyantha Mill.

## Symbolique

### Langage des fleurs

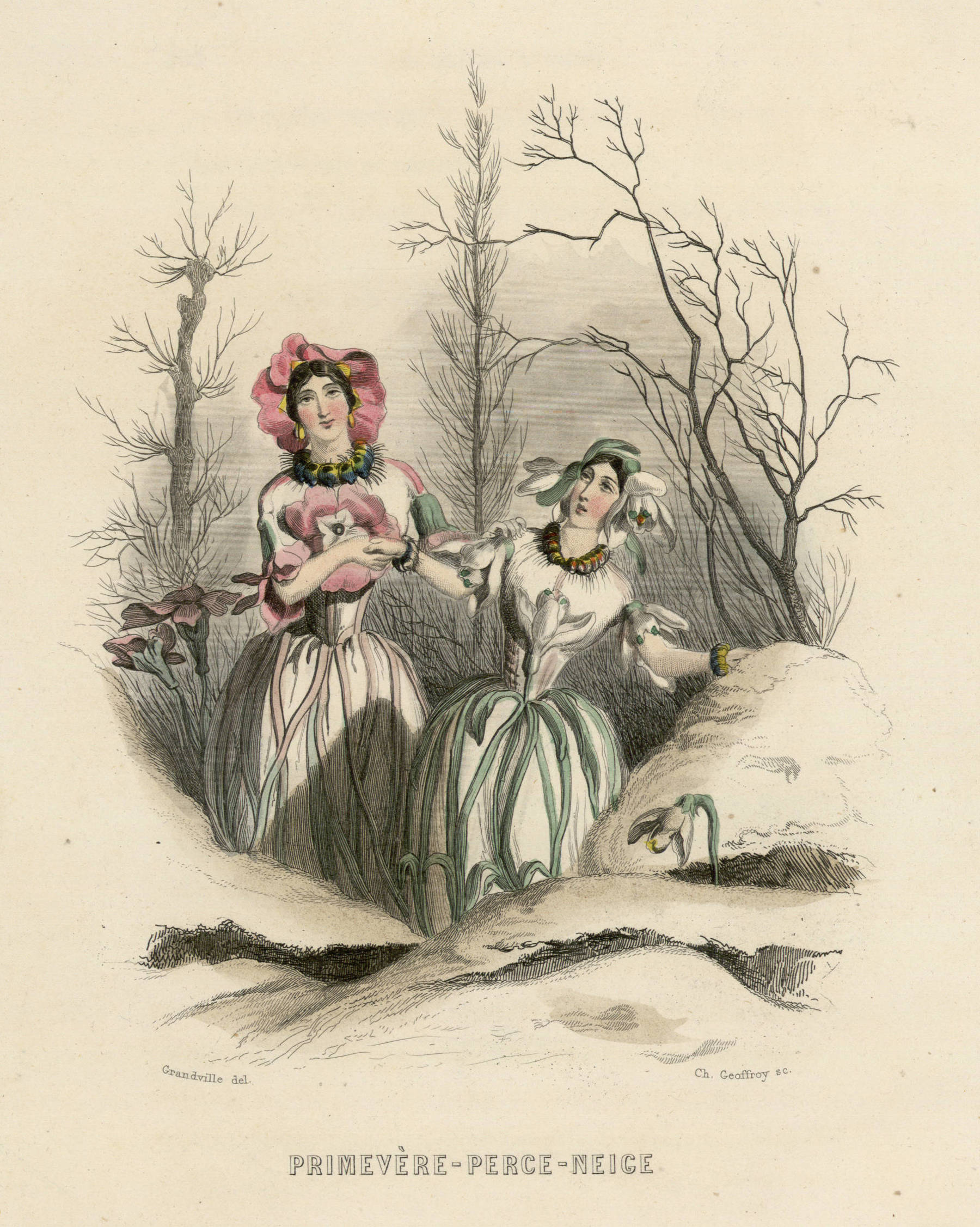
Personnification de la primevère et du perce-neige par Grandville (extrait de Les Fleurs animées, tome 1, 1847, Bibliothèque de Nancy).

Dans le langage des fleurs, la primevère symbolise le premier amour ou l'affection sincère.

### Calendrier républicain
Dans le calendrier républicain français, le 1er jour du mois de germinal, est officiellement dénommé jour de la Primevère.

## Alimentation
Les toutes jeunes feuilles de primevère possèdent une saveur légèrement anisée, notamment celles de la primevère officinale, de la primevère vulgaire et de la primevère acaule. Ce parfum est encore plus prononcé dans les racines lorsqu'elles sont froissées. Ces racines communiquent leur saveur anisée aux légumes que l'on fait cuire à la vapeur (consommées crues, elles irritent la gorge du fait de leurs saponines), tandis que les jeunes feuilles sont comestibles, comme légumes ou en soupe. Les fleurs décorent et parfument les plats chauds ou froids, ainsi que les desserts. Les feuilles (propriétés anti-ecchymotiques), les fleurs séchées et les racines de la primevère officinale (vertus adoucissantes et calmantes : antispasmodique, sédatif, analgésique) entrent dans la composition de mélanges médicinaux (notamment les mélanges pectoraux en raison de leurs propriétés expectorantes).